# Kalkfärg

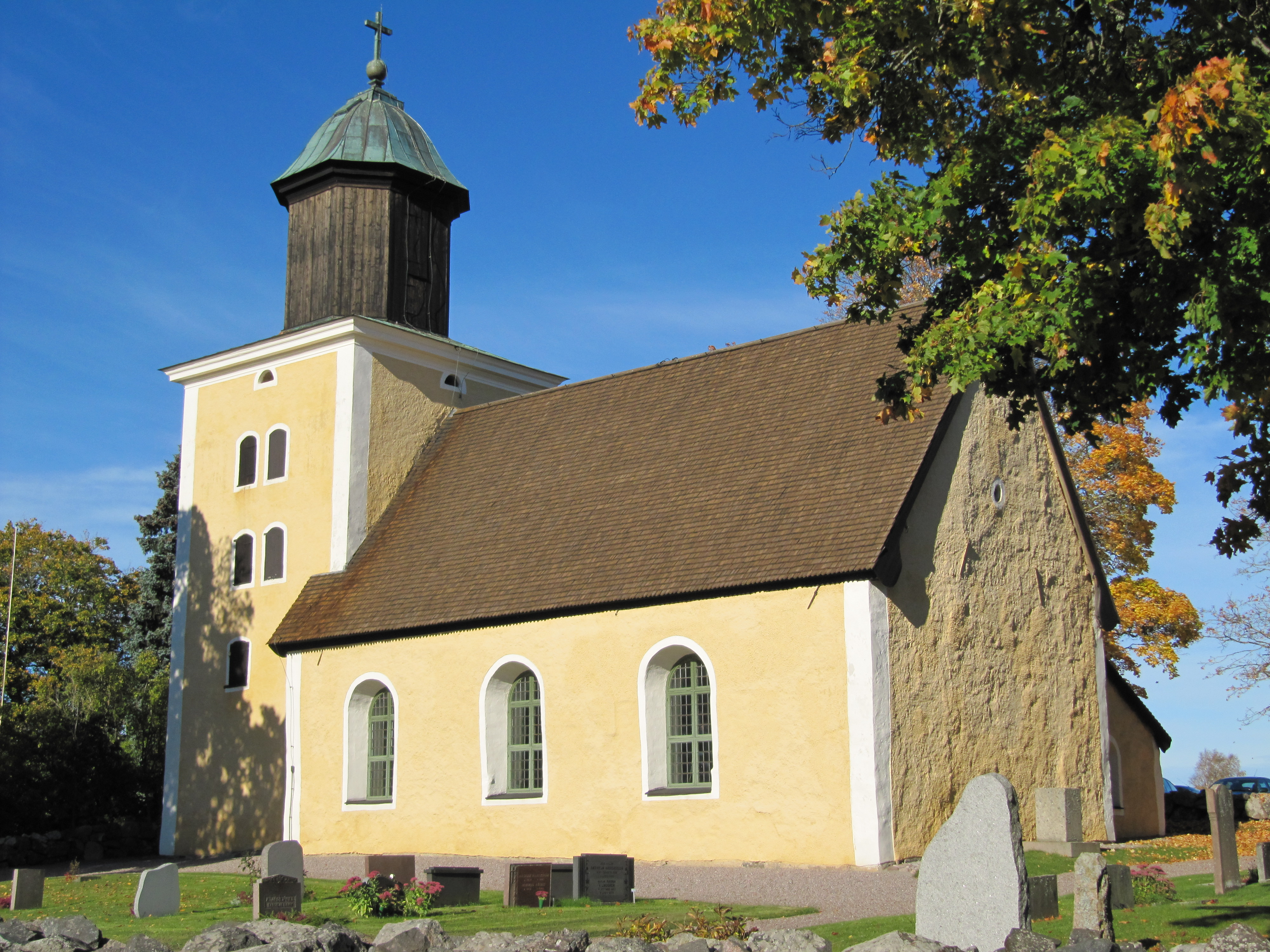
Läby kyrka, 2012
Fasaden renoverades 2008 och avfärgades, målades, med kalkfärg gjord på våtsläckt Gotlandskalk pigmenterad med obränd terra.

Kalkfärg är en vattenbaserad målningsfärg, som i sin traditionella form, med lufthärdande kalk, utgörs av kalkmjölk, en uppslamning av våtsläckt kalk (kalciumhydroxid) i vatten, där kalken fungerar både som bindemedel och pigment. Proportionerna är 80-85 procent vatten och 15-20 procent kalk. Den används på kalkputsade ytor, till exempel fasader och andra väggar både inomhus och utomhus. 
För att ge bra hållbarhet, bör den lufthärdande kalkfärgen ha traditionell kalkputs som underlag. Det är också den lämpligaste färgtypen för just kalkputs, då andra färger ger en yta som är hårdare än underlaget, vilket med tiden resulterar i skador.
Kalkfärgen är inte filmbildande, den bildar ingen hinna som hindrar fukt att passera; istället skyddar den öppna strukturen från skador genom att fukten kan passera ut snabbt. Kalkfärgens svaga färgskikt gör också att den eroderar efter hand som det utsätts för vädrets makter, vilket ger skiftande karaktär över tid. Färgen agerar offerskikt genom att ta slitaget i stället för den underliggande putsen, och när den tunnats ut är det dags att måla på ny kalkfärg.
När kalkfärgen strukits på startar en så kallad karbonatisering, där kalciumhydroxiden reagerar med kolsyra och ombildas till kalciumkarbonat som kristalliserar; det är samma ämne som i krita och kalksten. Denna karbonatisering kräver att färgskiktet både har lufttillgång och rätt fuktighet, eftersom kolsyran kommer från luftens koldioxid som löst sig i vattnet. Det är en process som tar lång tid, varför målning utomhus bör utföras under våren eller sommaren, för att färgen ska hinna bli tillräckligt karbonatiserad innan de första frostnätterna kommer.
Kalken gör färgen vit, med lite olika nyans beroende på varifrån den kommer. Andra färger fås genom att tillsätta kulörta pigment, som då måste vara kalkäkta, det vill säga, de måste tåla kalkfärgens alkaliska miljö.
Då kalkfärg och kalkputs har samma bindemedel, får man allra bäst hållbarhet vid målning vått i vått, eftersom färgen då även binder kemiskt till underlaget. Målning på torr puts ger bara en fysikalisk bindning, vilket inte är lika hållbart.
Den rena kalkfärgen är transparent och behöver 4–6 strykningar för att täcka, vilket bidrar till en fin lyster. Före strykningarna med kalkfärg och efter den sista strykningen, bör man för bästa hållbarhet stryka på kalkvatten, en klar, mättad lösning med kalciumhydroxid som fås om man låter uppslammad släckt kalk stå över natten så att det fasta innehållet sjunker undan.
I många fabriksproducerade kalkfärger har man tillsatt diverse ämnen, såsom ballast i form av dolomitkross, och konsistensgivare, exempelvis i form av cellulosatillsatser. Då kan det räcka med endast ett par strykningar, men lystern blir inte densamma som med den rena kalkfärgen.